# Работническа партия (Северна Македония)
Вижте пояснителната страница за други значения на Работническа партия.
Работническа партия (на македонска литературна норма: Работничка партија) е лява политическа партия в Северна Македония, основана на 24 юни 1990 година, с председател Кръсте Янковски.
На парламентарните избори през 1998 година партията участва с листа от 35 кандидати начело с Джуро Кешкец, като печели 1528 гласа (0,14 %). След изборите нейната дейност бавно замира. На местните избори през 2000 година участва в коалиция с Македонската комунистическа партия.